# Petra Bültmann-Steffin
Petra Bültmann-Steffin (geb. 1970) ist eine deutsche Unternehmerin im Maschinen- und Anlagenbau. Für einen von ihrer Firma hergestellten energiesparenden Induktionsheizer mit Supraleitertechnologie für die metallverarbeitende Industrie erhielt sie 2009 den Deutschen Umweltpreis.

## Ausbildung
Petra Bültmann-Steffin studierte an der Fachhochschule Münster Betriebswirtschaftslehre und schloss als Diplom-Betriebswirtin ab.

## Karriere
Nach ihrem Studium arbeitete sie ein Zeit lang im Bankwesen und sammelte erste Erfahrungen im Controlling des von ihrem Vater Rudolf Bültmann 1972 in Neuenrade (Nordrhein-Westfalen) gegründeten Maschinenbauunternehmens, der Bültmann GmbH.
1997 übernahm Petra Bültmann-Steffin gemeinsam mit ihrem Bruder Andreas Bültmann die Leitung des Betriebes, wobei sie die kaufmännische Verantwortung übernahm, während ihr Bruder für den Technikbereich zuständig wurde. Das Produktionsprogramm der Bültmann GmbH umfasst im Schwerpunkt die schlüsselfertige Produktion von Rohren, Stangen und Profilen.

### Induktionsheizer
Seit 2001 kooperierte die Bültmann GmbH mit der Zenergy Power GmbH in Rheinbach unter ihrem Geschäftsführer Carsten Bührer bei der Entwicklung eines energiesparenden Induktionsheizers für die Metallverarbeitung.
In der metallverarbeitenden Industrie werden sehr große Mengen an Energie benötigt, allein um Metallblöcke auf die für die Weiterverarbeitung erforderlichen Temperaturen von bis zu 1100 °C zu erhitzen. Darauf entfielen 2007 weltweit etwa drei Prozent des Stromverbrauchs, allein in Deutschland rund 15 Mrd. kWh, was der Stromproduktion von vier Steinkohlekraftwerken entsprach.
Die Bültmann GmbH und die Zenergy Power GmbH entwickelten einen Induktionsheizer, der bei der Erwärmungseffizienz einen Wirkungsgrad von 80 Prozent (gegenüber bisherigen Technologien mit weniger als 60 Prozent) erreicht und so weniger Energie als Abwärme verliert. Das Wirkprinzip besteht darin, durch sogenannte Hochtemperatur-Supraleiter (HTS) (hier Cuprate), für deren Entwicklung der deutsche Physiker Georg Bednorz 1987 den Nobelpreis für Physik erhielt, schon bei deutlich höheren Sprungtemperaturen (ca. −140 °C) ein Magnetfeld zu erzeugen, in dem ein Motor Metallbolzen bewegt und dadurch Induktionswärme entwickelt. Neben der verbesserten Energieeffizienz werden durch eine homogene Wärmeverteilung im Metall auch lokale Überhitzungen vermieden. HTS-Drähte können im Vergleich zu klassischen Kupferdrähten nahezu verlustfrei bis zu hundertmal mehr Strom fließen lassen.
Der neuartige Induktionsheizer kam im industriellen Maßstab erstmals bei einer mittelständischen Firma (weseralu in Minden) zum Einsatz, die beispielsweise Aluminiumprofile für den Fensterbau herstellt. In nur 75 statt bisher 150 Sekunden ließ sich mit der neuen Technik ein Aluminiumblock erhitzen. Die neue Anlage verbrauchte nur die Hälfte an Strom im Vergleich zur herkömmlichen Technik. Bei einer Jahresproduktion von 11.000 t konnten so mit einer einzigen Anlage etwa 1 Mio. kWh Strom eingespart werden, was ca. 600 t klimawirksamem Kohlendioxid und der Leistung von 10.000 m² Photovoltaikfläche entspricht.

## Ehrungen
- 2008 Hermes Award der Hannover-Messe[4][5]
- 2009 Deutscher Umweltpreis aus der Hand des deutschen Bundespräsidenten Horst Köhler gemeinsam mit Carsten Bührer[2]
- 2010 Innovationspreis Klima und Umwelt des Bundesumweltministeriums und der Bundesverbandes der Deutschen Industrie (BDI)[6][7]
- 2010 Europäischer Umweltpreis aus der Hand des Umweltkommissars der Europäischen Union Janez Potočnik in Brüssel[8][9]